# Vanhakaupunki
Vanhakaupunki (schwed. Gammelstaden, deutsch Altstadt) ist die ehemalige Altstadt der finnischen Hauptstadt Helsinki. Sie liegt etwa 6 km nördlich der Innenstadt an der Mündung des Vantaanjoki in die Meeresbucht Vanhankaupunginlahti (schwedisch Gammelstadsfjärden, deutsch Altstädterbucht). Helsinki wurde im Jahr 1550 an dieser Stelle gegründet. Heute ist fast nichts mehr von dieser ehemaligen Altstadt erhalten. Vanhakaupunki ist heute ein Teilgebiet (finn. osa-alue) und zugleich ein Stadtteil (kaupunginosa) von Helsinki.

## Geschichte
Auf Befehl König Gustav Wasas von Schweden wurde die Stadt Helsinge fors (schwedisch, deutsch Helsinge Stromschnellen), d. h. Helsingfors (später auch finnisch Helsinki) am 12. Juni 1550 an der Stelle des mittelalterlichen Dorfes Forsby (Koskela) gegründet. Die Stadt sollte mit der damals zum Deutschen Orden gehörenden Hansestadt Reval (heute Tallinn) um den internationalen Seehandel konkurrieren. Die Einwohner der Städte Rauma (Raumo), Ekenäs (Tammisaari), Ulfsby (Ulvila) und Borgå (Porvoo) wurden angewiesen, in das neugegründete Helsingfors zu ziehen.
Die frühe Geschichte Helsinkis stand unter keinem guten Stern. Nur elf Jahre nach der Gründung Helsinkis gelang es Schweden, Tallinn zu erobern, wodurch der Aufbau Helsinkis an Bedeutung verlor. In Zusammenhang mit einem russischen Angriff im Winter 1570 wurde Helsinki durch ein Feuer zerstört, und im folgenden Sommer brach eine Pestepidemie aus. Ende des 16. Jahrhunderts hatte die Stadt lediglich 500 Einwohner. Auch erwies sich die Lage der Stadt – am hintersten Ende der allmählich versandenden Bucht Vanhankaupunginlahti – als für den Schiffsverkehr ungünstig.
Im Jahre 1640 beschloss man daher, einen neuen Anfang zu machen und die Stadt näher ans offene Meer, an die Stelle des heutigen historischen Zentrums von Helsinki (die Gegend des Senatsplatzes) zu verlegen. Das ursprüngliche Helsinki, von nun an „Altstadt“ genannt, wurde verlassen und verfiel allmählich.
Von der ursprünglichen Altstadt ist heute praktisch nichts mehr erhalten, da alle Häuser aus Holz gebaut waren. Zu sehen ist nur noch das ca. 10 × 20 m große Steinfundament der ersten Kirche Helsinkis (1550er-Jahre). Immerhin ist der ungefähre Lageplan der Altstadt aus einer im Jahr 1645 angefertigten Landkarte bekannt. Archäologische Grabungen haben einiges Material zutage gefördert, das heute im Helsinkier Stadtmuseum besichtigt werden kann.

## Gegenwart
Neues Leben erhielt Vanhakaupunki erst vor gut 100 Jahren als einer der Vororte des inzwischen stark gewachsenen Helsinkis. Es entstand ein Wohngebiet mit traditionellen kleinen Holzhäusern. An einer Stromschnelle im Vantaanjoki wurden außerdem eine Wasserkläranlage und ein Wasserkraftwerk gebaut, welches heute noch Strom liefert. Ein Teil des Komplexes wurde später in ein Kraftwerkmuseum (Voimalamuseo) umgewandelt; ein Teil beherbergt heute das Helsinkier Museum für Technik (Tekniikan museo).
Der eigentliche Stadtteil (finn. kaupunginosa) Vanhakaupunki ist nur 0,32 km² groß und hat nur ca. 800 Einwohner (2018) sowie ca. 850 Arbeitsplätze. Er besteht nur aus einem Teilgebiet, das ebenfalls den Namen Vanhakaupunki trägt. Daneben gibt es einen Stadtbezirk (finn. peruspiiri) namens Vanhakaupunki, der zusätzlich die Teilgebiete Toukola, Käpylä, Koskela, Kumpula und Arabianranta umfasst und eine Fläche von 5,38 km² und eine Einwohnerzahl von ca. 25.000 hat.
Ein beliebtes Ausflugsziel in Vanhakaupunki ist das Grüngebiet an der Küste der Meeresbucht, welches ein Teil des Naturschutzprogramms Natura 2000 der Europäischen Union ist. Die ausgedehnten Schilfgebiete in der Nähe der Flussmündung sind vor allem für Ornithologen interessant, da dort bisher insgesamt 285 verschiedene, zum Teil seltene Vogelarten beobachtet worden sind. Hierfür wurden mehrere öffentlich zugängliche Beobachtungstürme geschaffen.

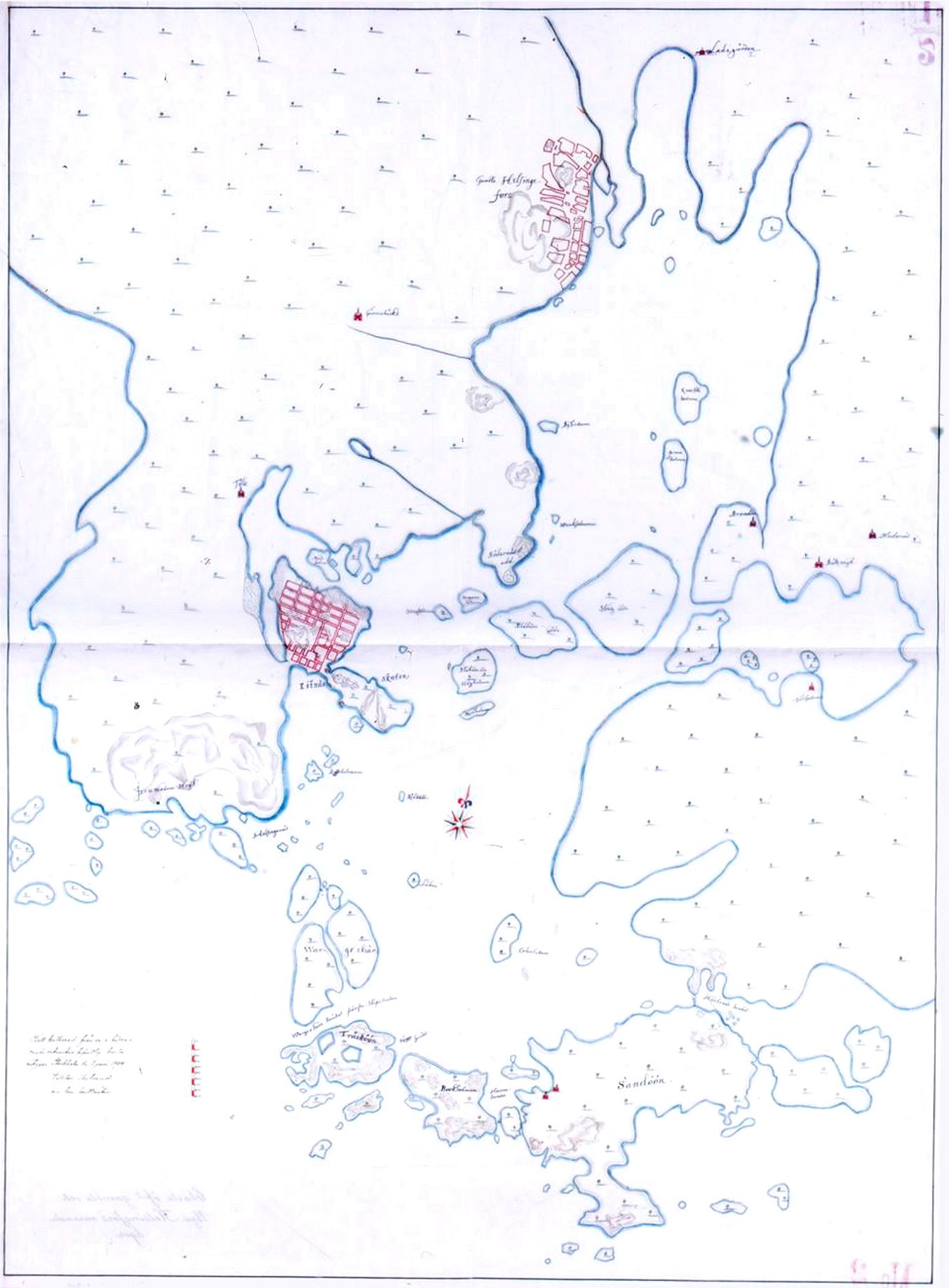
Landkarte von 1645
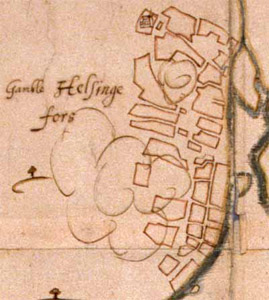
Landkarte von 1645 (Detail)
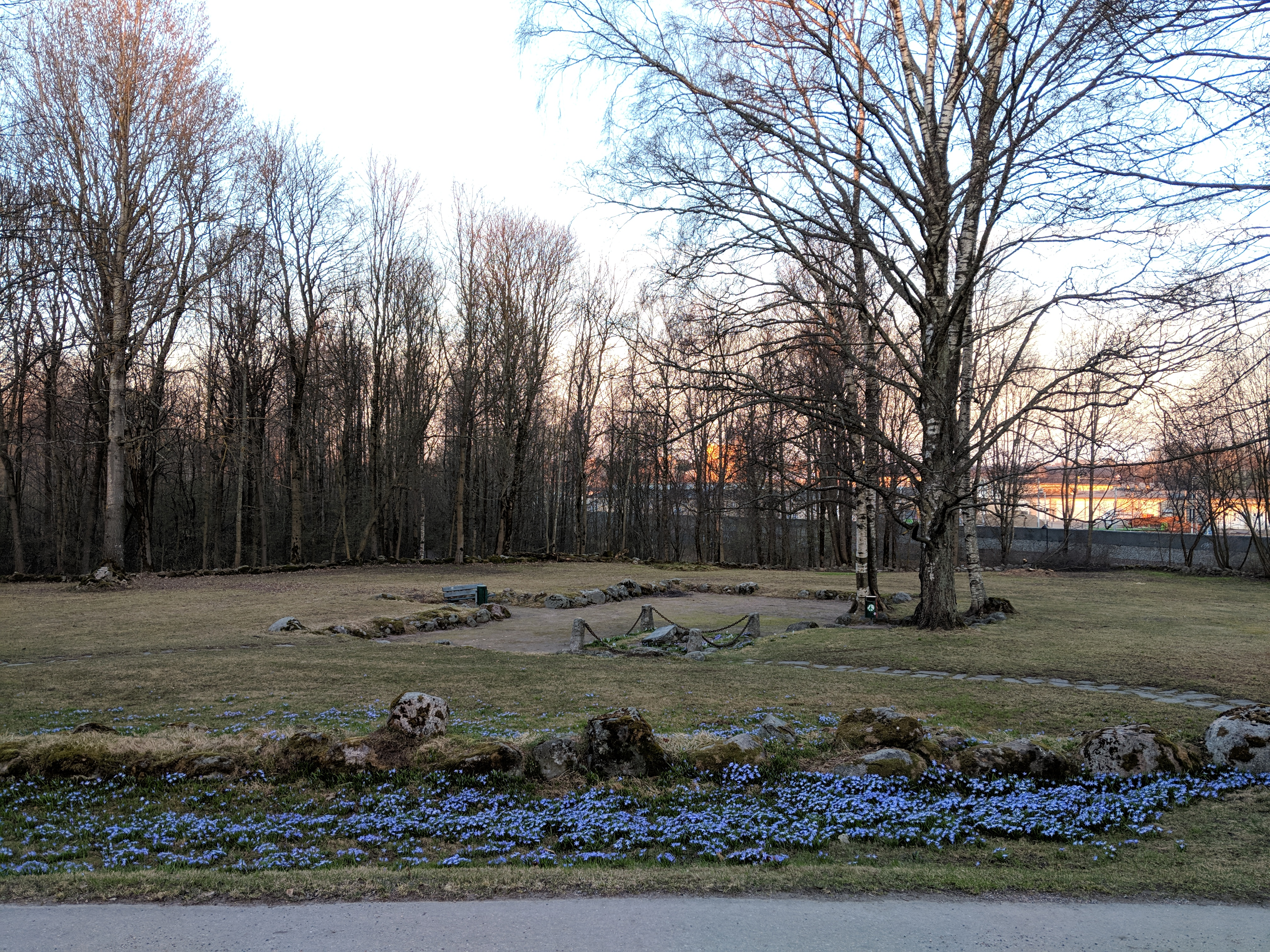
Steinfundament der ehemaligen Kirche in Vanhakaupunki (ca. 1550)
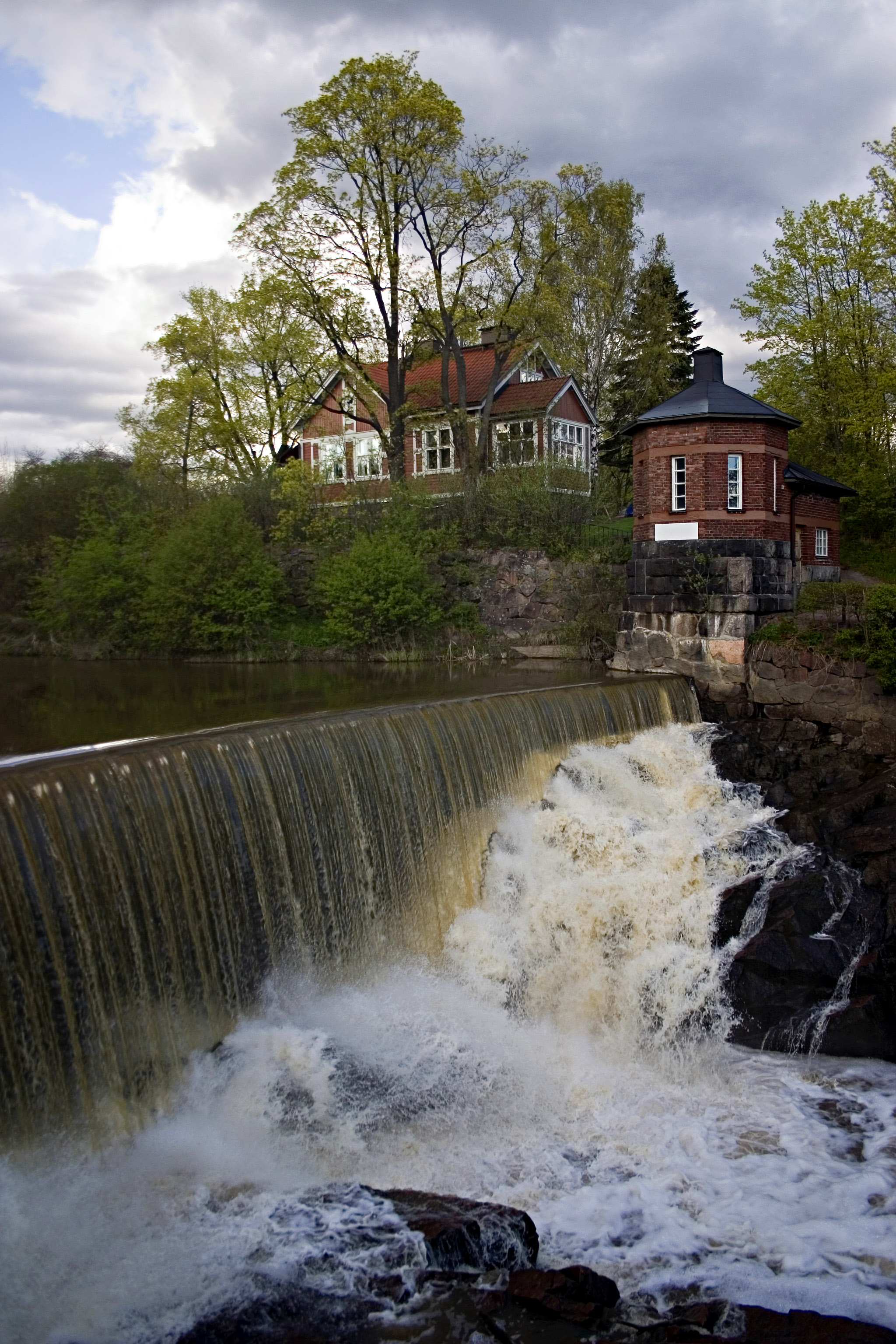
Wasserfall im Vantaanjoki
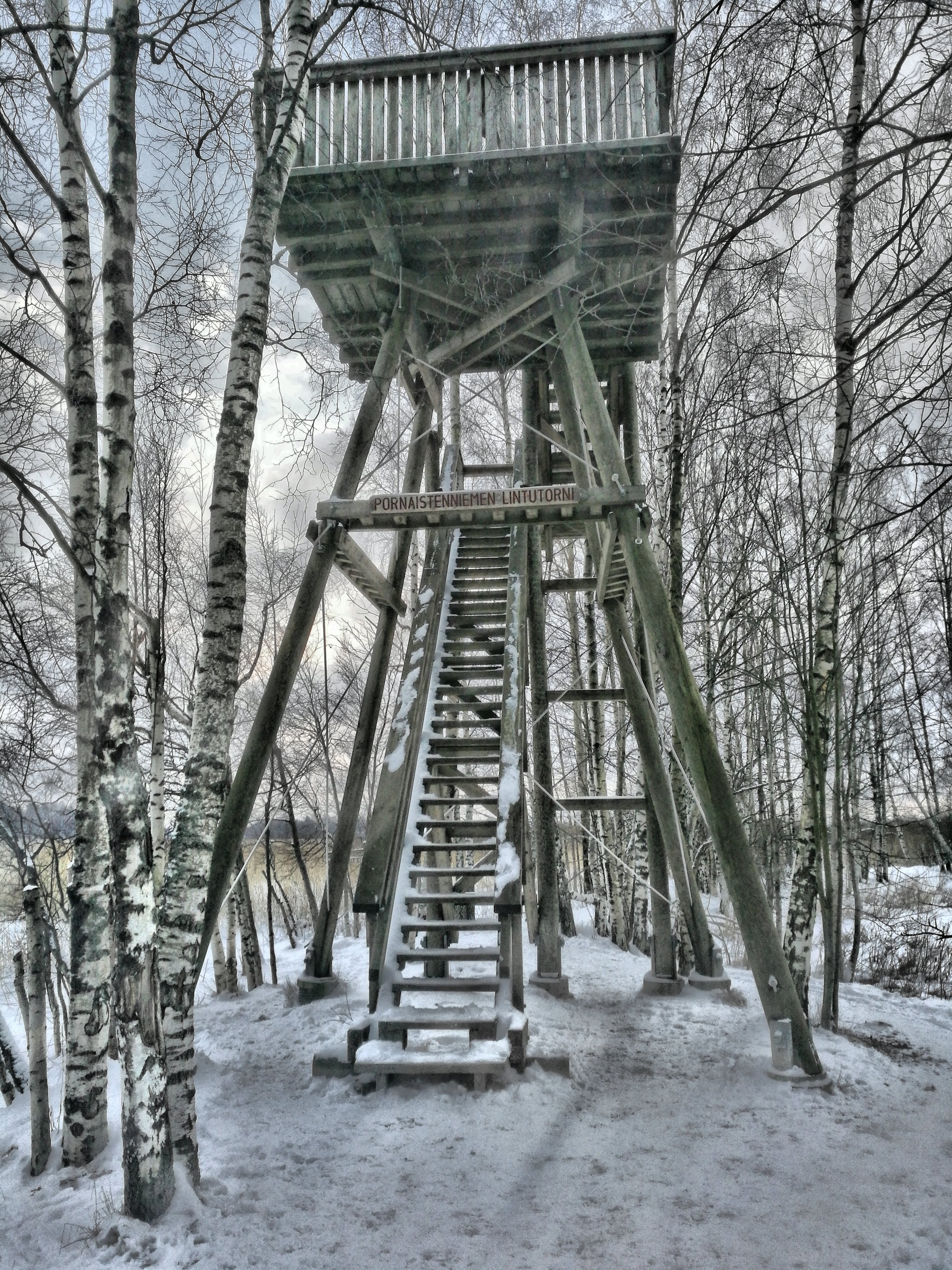
Turm zur Vogelbeobachtung auf der Halbinsel Pornaistenniemi
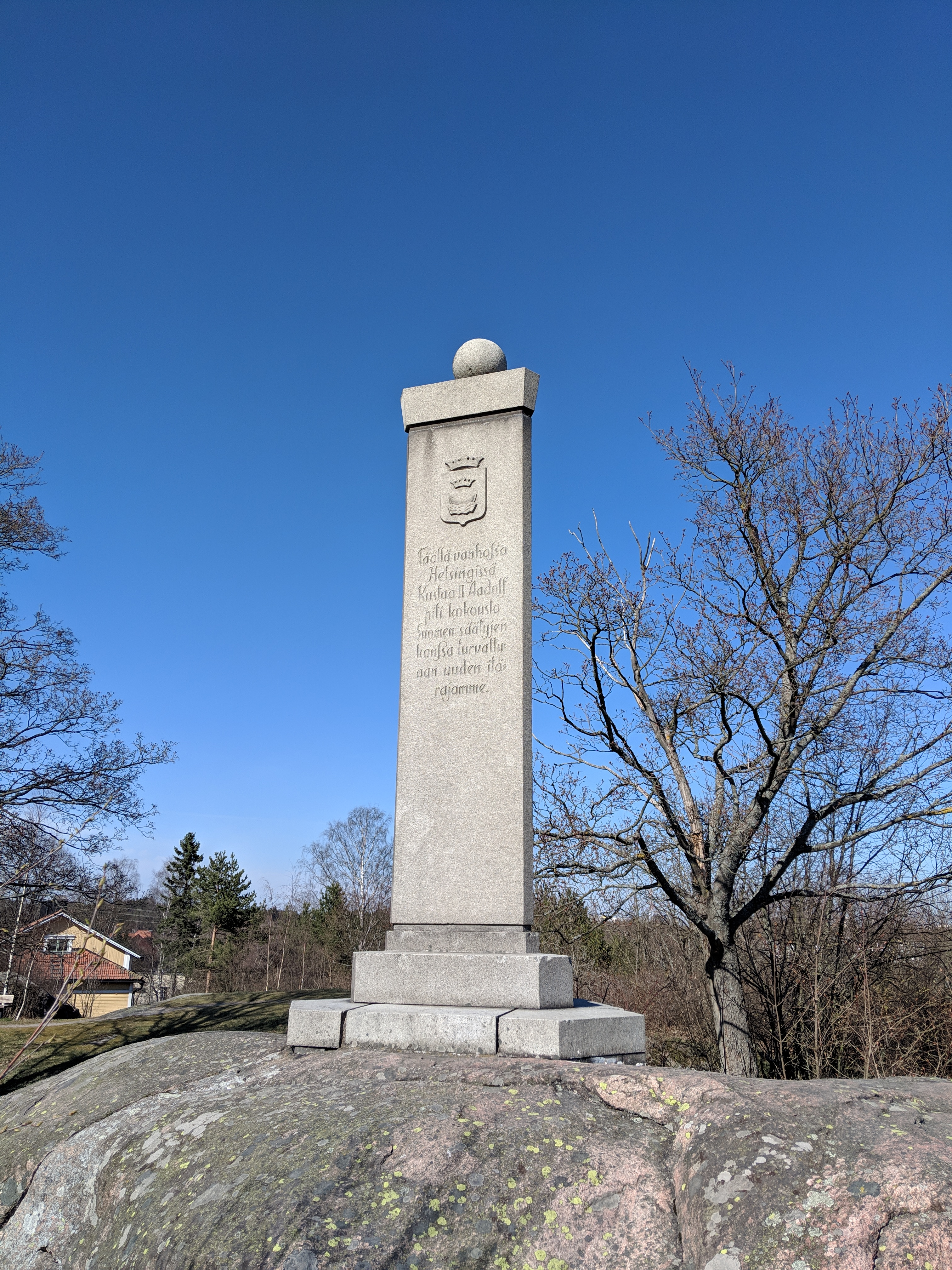
Obelisk in Vanhakaupunki zum Andenken an den Landtag 1616 in Helsinki